# Michael Monsoor (Schiff)
Die Michael Monsoor, auch USS Michael Monsoor (Kennung: DDG-1001), ist ein Zerstörer der Zumwalt-Klasse der United States Navy. Das Schiff ist nach Master-at-Arms Second Class Michael A. Monsoor (1981–2006) benannt, einem United States Navy Seal, der während des Irakkriegs getötet und posthum mit der Medal of Honor ausgezeichnet wurde.

## Geschichte

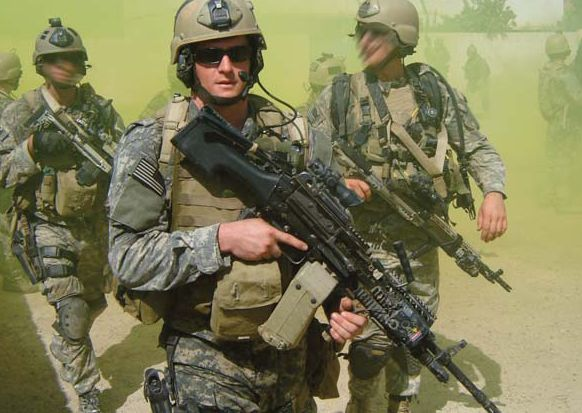
Michael Monsoor während einer Patrouille im Irak, 2006

Die Konstruktion der DDG-1001 begann im März 2010. Die Kiellegung erfolgte in der General-Dynamics-Bath-Iron-Works-Werft am 23. Mai 2013. Die Taufe fand am 18. Juni 2016 statt. Am 4. Dezember 2017 lief das Schiff erstmals zu Probefahrten aus, bevor das Schiff im April 2018 der Marine übergeben wurde.